# كان يجب أن أقول لا (أغنية)
كان يجب أن أقول لا أو شولداف سايد نو (بالإنجليزية: Should've Said No)‏ هي خامس أغنية منفردة للفنانة تايلور سويفت من أول ألبوم لها الحامل لاسمها.
لم يعجب النقاد كثيراً بالأغنية، فقد وصفوها بأنها «صاخبة جداً»، وأن صوت تايلور غير ملائم للأغنية. مع ذلك، كانت الأغنية من أكثر الأغاني شعبية لسويفت، حيث قال الكثير من المراهقين المعجبين بأنها أغنيتهم المفضلة.